# Pan de tres puntas

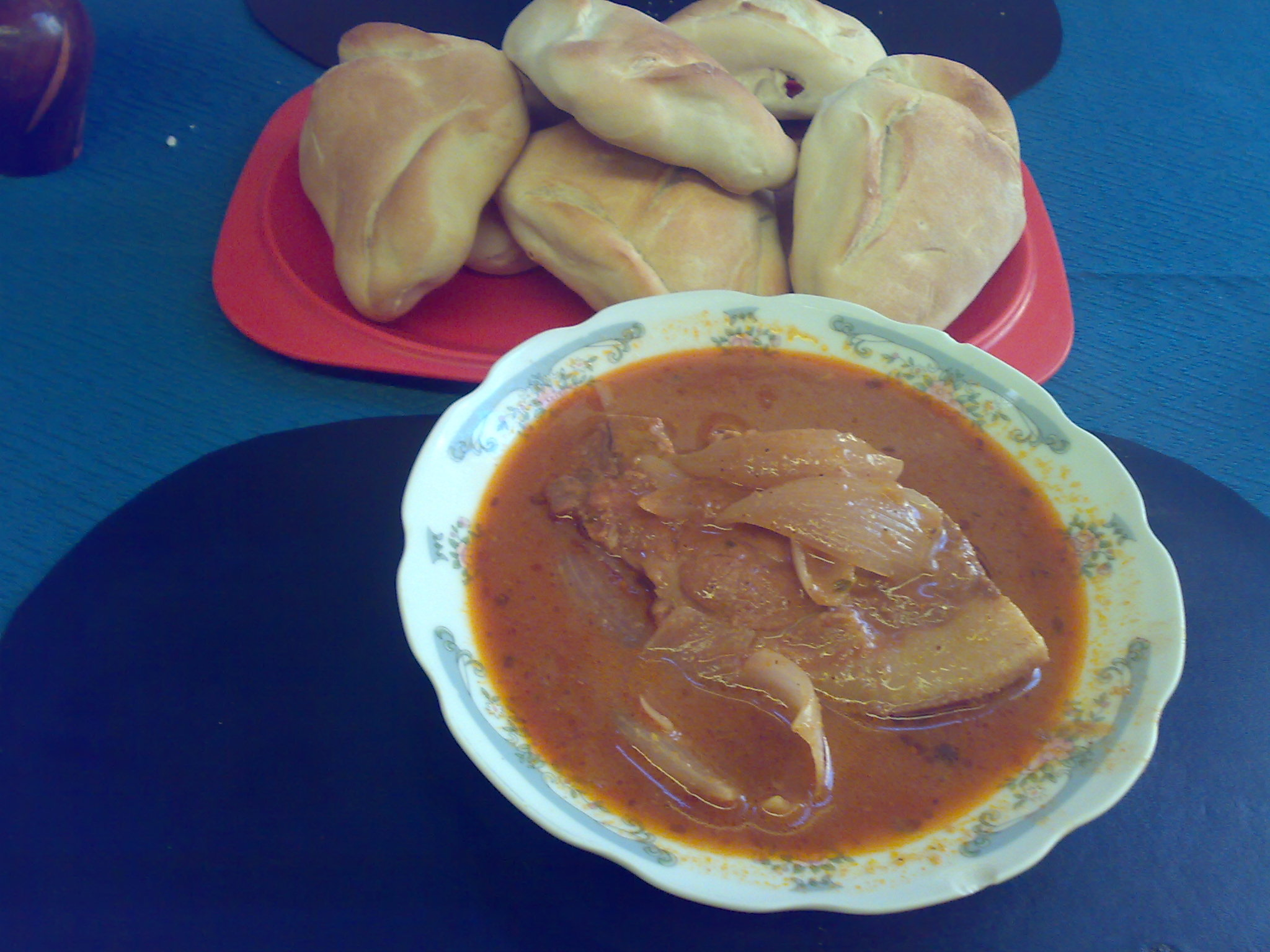
Adobo arequipeño acompañado de pan de tres cachetes.

El pan de tres puntas es un panecillo típico de Arequipa, en Perú. Contiene harina de trigo, agua, sal, azúcar, levadura y aceite vegetal o mantequilla. A veces incluye aroma de anís. Es uno de los panes más emblemáticos peruanos, y acompaña a platos locales como el adobo arequipeño. Su forma triangular se ha asociado a la Santísima Trinidad, ya que se consume principalmente durante la Semana Santa, o también a los tres volcanes que rodean la ciudad de Arequipa: Misti, Chachani y Pichu Pichu. Antiguamente era conocido también como pan de tres cachetes.

## Preparación
Se deja fermentar por una hora la mezcla de agua, levadura, sal y azúcar. Se amasa con la harina y se vuelve a dejar reposar. A la masa se les da una forma triangular y se cuecen brevemente en un horno de leña a fuego alto. Esto le aporta una mayor alveolatura y una textura similar al pan de la pizza.